# Climat du Laos

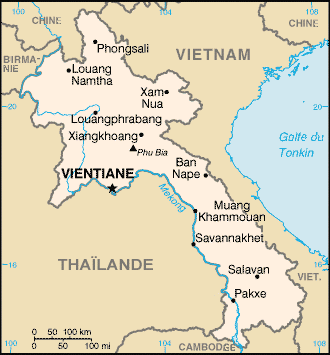
Carte du Laos

Carte du Laos avec les climats selon la classification de Köppen.

Données climatiques de Vientiane : températures et pluies.

Le climat du Laos est dit tropical, influencé par la mousson, donc type "Am" selon la classification de Köppen, avec une saison humide de mai à octobre, une saison sèche froide de novembre à février et une saison sèche chaude en mars et avril, ou tropical de Savane dit dit Aw selon Köppen. La partie nord du Laos, le long de la chaine montagneuse est plus tempérée.

## Pluviométrie

Les 17 provinces et la préfecture du Laos.

Le plateau des Bolovens reçoit les plus importantes précipitations, avec une moyenne de 3 700 mm par an – contre 1 440 mm par an mm à Savannakhét, 1 700 mm par an mm à Vientiane et 1 360 mm par an mm à Luang Prabang. La quantité de précipitations peut cependant varier nettement d’une année à l’autre. Les mois d'octobre et novembre peuvent être pluvieux (« queues de typhons »).

## Températures
Les températures oscillent entre 40 °C le long du Mékong en mars et avril à 5 °C, voire moins, sur les hauteurs du Xiangkhoang et du Phôngsali en janvier. Les températures varient de 15 à 20 °C en décembre-janvier à 30 °C en mars-avril.

## Végétation
La forêt recouvre entre 65 % et 40,3 % du pays en 2010.

## Vientiane
La température moyenne à Vientiane est de 25,4 °C.
La température varie généralement de 17 à 35 °C et est rarement inférieure à 13 °C ou supérieure à 38 °C.
Le climat est tropical avec une saison sèche et une saison des pluies.
Les pluies marquent le début de la mousson en mai ou juin.
Les mois pluvieux se prolongent jusqu’à la fin d’octobre.
Vientiane présente un climat de savane tropicale (Köppen «Aw») avec une saison des pluies et une saison sèche distinctes. La saison sèche de Vientiane s'étend de novembre à mars. Le mois d'avril marque le début de la saison des pluies qui à Vientiane dure environ sept mois. Vientiane a tendance à être très chaude et humide tout au long de l'année, bien que les températures dans la ville aient tendance à être un peu plus fraîches pendant la saison sèche que pendant la saison des pluies.
| Mois                                            | jan.  | fév.  | mars  | avril | mai   | juin  | jui.  | août  | sep.  | oct.  | nov.  | déc.  | année   |
| ----------------------------------------------- | ----- | ----- | ----- | ----- | ----- | ----- | ----- | ----- | ----- | ----- | ----- | ----- | ------- |
| Température minimale moyenne (°C)               | 16,4  | 18,5  | 21,5  | 23,8  | 24,6  | 24,9  | 24,7  | 24,6  | 24,1  | 22,9  | 19,3  | 16,7  | 21,8    |
| Température minimale moyenne la plus basse (°C) | 0     | 7,6   | 12,1  | 17,1  | 20    | 21,1  | 21,2  | 21,1  | 21,2  | 12,9  | 8,9   | 5     | 0       |
| Température maximale moyenne (°C)               | 28,4  | 30,3  | 33    | 34,3  | 33    | 31,9  | 31,3  | 30,8  | 30,9  | 30,8  | 29,8  | 28,1  | 31,1    |
| Température maximale moyenne la plus haute (°C) | 35,6  | 37,8  | 40    | 41,1  | 38,9  | 37,8  | 36,1  | 37,2  | 38,9  | 38,9  | 34,4  | 33,4  | 41,1    |
| Ensoleillement (h)                              | 254,4 | 214,3 | 216,8 | 226,3 | 207,1 | 152,9 | 148,6 | 137,1 | 137,7 | 247,7 | 234,3 | 257,5 | 2 434,7 |
| Précipitations (mm)                             | 7,5   | 13    | 33,7  | 84,9  | 245,8 | 279,8 | 272,3 | 334,6 | 297,3 | 78    | 11,1  | 2,5   | 1 660,5 |
| Nombre de jours avec précipitations             | 1     | 2     | 4     | 8     | 15    | 18    | 20    | 21    | 17    | 9     | 2     | 1     | 119     |
| Humidité relative (%)                           | 70    | 68    | 66    | 69    | 78    | 82    | 82    | 84    | 83    | 78    | 72    | 70    | 75      |

| Diagramme climatique                                  |            |            |              |             |               |               |               |               |            |              |             |
| J                                                     | F          | M          | A            | M           | J             | J             | A             | S             | O          | N            | D           |
| 28,416,47,5                                           | 30,318,513 | 3321,533,7 | 34,323,884,9 | 3324,6245,8 | 31,924,9279,8 | 31,324,7272,3 | 30,824,6334,6 | 30,924,1297,3 | 30,822,978 | 29,819,311,1 | 28,116,72,5 |
| Moyennes : • Temp. maxi et mini °C • Précipitation mm |            |            |              |             |               |               |               |               |            |              |             |

## Luang Prabang
Luang Prabang présente un climat sec et humide selon la classification de Köppen. Alors que la ville est généralement très chaude durant l'année, elle est sensiblement plus froide pendant les mois de décembre et janvier. Luang Prabang présente une saison humide d'avril à octobre et une saison sèche pendant les cinq autres mois. La ville compte environ 1 450 millimètres de précipitations annuelles. Les températures varient en moyenne de 13 °C en janvier à 33 °C en mai.

## Houei Sai
| Mois                                | jan. | fév. | mars | avril | mai | juin | jui. | août | sep. | oct. | nov. | déc. |     |
| ----------------------------------- | ---- | ---- | ---- | ----- | --- | ---- | ---- | ---- | ---- | ---- | ---- | ---- | --- |
| Température moyenne (°C)            | 18,9 | 21,1 | 24,1 | 26,8  | 27  | 26,8 | 26,4 | 26,1 | 25,8 | 24,5 | 22   | 18,8 |     |
| Nombre de jours avec précipitations | 1    | 1    | 2    | 8     | 15  | 16   | 19   | 21   | 15   | 10   | 4    | 2    | 114 |

## Phongsaly
Phongsaly se trouve à 1 400 mètres d'altitude, ce qui en fait la ville la plus haute du Laos. La température annuelle moyenne est de 17,9 degrés et les précipitations sont de 1 692 mm.